# Kees Kolthoff
Kees Kolthoff (Amsterdam, 19 juni 1936) is een voormalig Nederlands politicus van de PvdA.
Hij werd geboren als zoon van Mark Kolthoff (1901-1993; fotograaf en kunstschilder) en Henriette Wolf (1905-2001). Tijdens de Tweede Wereldoorlog was hij op diverse plaatsen ondergedoken en na de bevrijding werd hij weer met zijn beide ouders herenigd. Hij is in 1965 cum laude afgestudeerd in de psychologie aan de Universiteit van Amsterdam (UVA) en behoorde tot de oprichters van de Studentenvakbeweging (SVB). Vervolgens was hij bij de UVA hoofd van het Centrum voor Onderzoek Wetenschappelijk Onderwijs (COWO). Daarnaast werd hij in 1970 lid van de gemeenteraad van Amsterdam. Vanaf 1973 was Kolthoff acht jaar Tweede Kamerlid waar hij zich bezighield met onderwijs en consumentenzaken. Later was hij lid van de Onderwijsbeleidsraad van de FNV en lid van de adviescommissie SWOKA (Stichting Wetenschappelijk Onderzoek Konsumentenzaken). In 2010 verscheen zijn boek Veilige afstand: de geschiedenis van oorlogsherinneringen (ISBN 90-5911-979-7).
- Digitale Bibliotheek voor de Nederlandse Letteren: kolt003
- Parlement.com: vg09llewjlxj